# Molopopterus nigriplaga
Molopopterus nigriplaga är en insektsart som beskrevs av Jacobi 1910. Molopopterus nigriplaga ingår i släktet Molopopterus och familjen dvärgstritar. Inga underarter finns listade i Catalogue of Life.